# Charles Barclay-Harvey

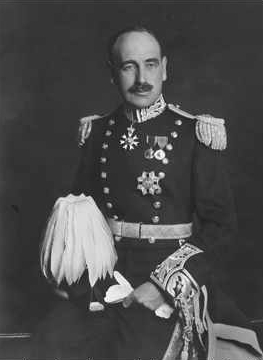
Charles Barclay-Harvey

Sir Charles Malcolm Barclay-Harvey (* 2. März 1890 in London, England; † 17. November 1969 ebenda) war ein konservativer britischer Politiker und Gouverneur des australischen Bundesstaats South Australia.

## Leben
Nach dem Studium am Eton College und Christ Church in Oxford trat er 1909 in die Armee ein. 1915 wurde er aufgrund einer Kriegsverletzung als nicht mehr verwendungsfähig eingestuft und übernahm eine Stelle im britischen Ministry of Munitions.
Nach dem Krieg war er von 1923 bis 1929 sowie von 1931 bis 1936 Mitglied des House of Commons. Während dieser Zeit arbeitete er für den Vertreter der englischen Krone in Schottland (secretary of state).
Im Frühjahr 1939 wurde er zum Gouverneur von South Australia ernannt und nahm die Amtsgeschäfte am 12. August desselben Jahres in Adelaide auf. Seine Amtszeit war geprägt vom Zweiten Weltkrieg, und er versuchte, die Kriegsanstrengungen nach Kräften zu unterstützen. 1941 wurde die Korvette HMAS Whyalla an der neu gegründeten Marinewerft in Whyalla vom Stapel gelassen und von seiner Frau Muriel getauft. Barclay-Harvey, ein großer Eisenbahnliebhaber, veröffentlichte 1940 ein Buch zur Geschichte der schottischen Eisenbahn (A History of the Great North of Scotland Railway, London, 1940), das in drei Auflagen erschien.
Aufgrund gesundheitlicher Probleme trat Barclay-Harvey am 26. April 1944 zurück und kehrte auf sein Anwesen in Schottland zurück. Von 1945 bis 1955 war er Mitglied des Aberdeenshire County Council. 1964 wurde er zum Prior des Order of Saint John für Schottland ernannt. Er starb am 17. November 1969 in London.

## Auszeichnungen
- Knight Commander of the Order of St. Michael and St. George (1939)